# Чертанла
Чертанла — река в России, протекает в Дергачёвском и Новоузенском районах Саратовской области. Длина реки — 58 км. Площадь водосборного бассейна — 513 км².

## Этимология
Название реки Чертанла имеет тюркское происхождение и переводится как «щучья».

## Описание
Начинается из пруда Верхняя Чертанла, лежащего на высоте 83,2 метра над уровнем моря в урочище Ровное. Течёт по открытой местности в общем юго-западном направлении через сёла Киевка, Олоновка. В дальнейшем протекает через Хлебороб, Чертанлу, Ближний. Устье реки находится в 384 км по левому берегу реки Большой Узень на территории города Новоузенск на высоте около 19 метров над уровнем моря.
На реке имеется несколько прудов: Казённый около Киевки, безымянные пруды у Олоновки, урочища Куропатское и Шестиворотного. Чертанла у одноимённого посёлка имеет ширину 25 метров при глубине 1,2 м; в 6 км ниже Олоновки — 30 и 2 м соответственно.
Основной приток — пересыхающий ручей в балке Крутая (пр).

## Данные водного реестра
По данным государственного водного реестра России относится к Уральскому бассейновому округу, водохозяйственный участок реки — Большой Узень. Речной бассейн реки — Бассейны рек Малый и Большой Узень (российская часть бассейнов).
Код объекта в государственном водном реестре — 12020000212112200000596.